# 13474 V'yus
13474 V'yus è un asteroide della fascia principale. Scoperto nel 1973, presenta un'orbita caratterizzata da un semiasse maggiore pari a 2,6234285 au e da un'eccentricità di 0,2907156, inclinata di 7,81665° rispetto all'eclittica.
L'asteroide è dedicato al professore universitario russo Yurij Sergeevich Vasil'ev.